# 全漢
全漢企業股份有限公司，簡稱全漢，是臺灣的電子零組件製造商，成立於1993年4月，為全球前十大的電源供應器製造廠。目前全球員工人數約6,000多人，其中研發人員約佔400多人。開發電源相關產品，近幾年也投入新能源領域跟5G應用設備相關的電源領域。

## 歷史沿革
- 1993年: 4月核准設立，初期以委託代工及買賣電源供應器為主。
- 1995年: 與Intel合作，推出全球第一款的ATX Form Factor 電源供應器：ATX 235W。
- 1997年: 成為英特爾(Intel)的「種子合作廠商」。
- 2000年: 台灣桃園總部落成啟用。
- 2002年: 10月16日在台灣證券交易所掛牌上市交易。
- 2003年: 進入LCD TV Open Frame的電源供應器製造廠。開始跨入零售市場，推出自有品牌(FSP)的電源供應器。
- 2004年: 將LLC架構正式應用於PC電源供應器的研發。
- 2005年: 轉投資美國3Y Power Technology Inc.。提升工業用電源研發技術，進入500W到3,200W的高階電源供應器市場。同年完成Active PFC架構，並開始提供全球零售品牌電源供應器的代工服務
- 2006年: 取得CSA、TUV、TMP、TDAP實驗室資格。
- 2007年: 併購普特電子，整合醫療和工控電源供應器等相關產品之研發。
- 2008年: 策略投資旭隼科技股份有限公司（Voltronic Power Technology Corp.），完善不斷電系統(UPS)產品線。
- 2009年: 開發自有專利MIA ICTM晶片。
- 2010年: 開發FSP450-60PTM，為全球首顆白金牌認證之電源產品。
- 2011年: 應用MIA ICTM晶片專利技術，開始開發AURUM系列產品。
- 2012年: 推出單路電源 RAIDER 黑騎士系列PC電源供應器。
- 2013年: 開發出全球最小的筆記型電腦用65 W Adapter。同年在全球擁有的註冊專利超過400項。
- 2017年: 台灣桃園投資興建研發大樓，並於2017年正式啟動。
- 2018年: 推出全球第一台水冷電源;正式進入5G電源市場
- 2019年: 跨入電池充電器產業,全面導入符合IEC 62368-1安規之產品線
- 2020年: 桃園三廠正式動工

## 旗下產品線
- 桌上型電腦電源(PC PSU)
- 外接式電源(Adapter)
- 基板電源(Open Frame)
- 工業型電腦電源(IPC PSU)
- 醫療電源(Medical PSU)
- LED 照明驅動電源 (SSL)[3]
- TV電源(TV PSU)
- 太陽能逆變器(PV Inverter)
- 不斷電系統(UPS)
- 儲能系統(Energy Storage System)
- 電池充電器(Battery Charger)

## 獎項
- 2012年: AURUM CM、AURUM Xilenser 與NB Q90 PLUS獲得台灣精品獎。
- 2016年: EMERGY 1000/3000環保儲能系列獲得2016年台灣精品獎[4]。
- 2020年: DAGGER PRO 650W獲得權威媒體TWEAKTOWN 的MUST HAVE獎項。
- 2020年: HYDRO G PRO 850W獲得權威媒體KITGURU 的WORTH BUYING獎項。
- 2020年: CMT510Plus獲得權威媒體GND-tech的DIAMOND獎項。

## 外部連結
- 全漢FSP官方網站 （页面存档备份，存于）
- 全漢FSP的FaceBook專頁
- 全漢FSP的LinkedIn